# ستيلجو
ستيلجو (بالإنجليزية: Steeljaw) هو شخصيه رئيسيه في مسلسل ترانسفورمرز: روبوتس إن ديسغايز وهو الشرير الرئيسي في السلسه 
وهو ثائر لسايبرترون، تحولت أهدافه إلى الاستيلاء على الأرض ويحولها إلى كوكب للديسيبتيكون
وقد ظهر في الموسم الأول والثاني من المسلسل

## شخصيته
ستيلجو قائد مسيطر, عادة ما يكون هادئ. سلوكه يجعله كاذب جيد جدا، وحججه مقنعة للغاية،
 بطبيعة الحال.. فهو  متآمر رائع، انه يخطط دائما إلى الأمام، وخلافا لبعض الديسبتيكون الاخرين، لديه الصبر الجلوس وانتظار اللحظة المناسبة للانقضاض.

## القوى والقدرات
.ستيلجو هو ديسبتيكون هائل .. جسديا فهو مقاتل صعب، لديه مخالب حادة للغاية وسرعة مثيرة للإعجاب وخفة الحركة،
ويمكنه خلق مجالات قوة، وأكثر من ذلك، فهو قوي بما فيه الكفاية لدفع قارب ضخم في المياه المفتوحة مما سهل موقفه
ضد بامبلبي وفريقه 

## تاريخه
. كان ستيلجو المسؤول عن التحريض على التمرد والاستخدام الإجرامي ل سوبسونيكس (subsonics ) والذي في النهاية حصل على حبسه على متن الكمور ( Alchemor .)